# Římskokatolická farnost Okounov
Římskokatolická farnost Okounov (latinsky Okenavia, německy Okenau) je zaniklá církevní správní jednotka sdružující římské katolíky v Okounově a okolí. Organizačně spadala do krušnohorského vikariátu, který je jedním z deseti vikariátů litoměřické diecéze.

## Historie farnosti
Farnost vznikla před rokem 1380. Farní kostel stál už v roce 1363, kdy do něj úhošťanský  farář uváděl nového okounovského faráře. Matriky jsou vedeny od roku 1784.
Farnost existovala do 31. prosince 2012 jako součást kláštereckého farního obvodu. Od 1. ledna 2013 zanikla sloučením do farnosti Klášterec nad Ohří.

### Duchovní správcové vedoucí farnost
Začátek působnosti jmenovaného v duchovní správě farnosti od:
- 1671 Michaël Norbertus Zach
- 1681 Oliverius Daizinger
- 1685 Balthazarus Ziegler
- 1692 Adalbertus Tschakert
- 1701 Rudolphus Peschke
- 1710 Josephus Franciscus Paul
- 1720 Franciscus Antonius Khünel
- 1724 Paulus Lindner
- 1765 Sigism. Regelsperger + 2. 6. 1788
- 1788 Franc. Kosch
- 1815 Jos. Stöhr n. 4. 2. 1779 Klitschinens. o. 12. 9. 1803
- 1816 Jos. Gamlich n. 6. 11. 1779 Sporicens. o. 19. 2. 1803, + 7. 7. 1848
- 1834 par. vacat
- 1835 Franc. Fischer n. 20. 8. 1795 Proeddlosens. o. 15. 8. 1819
- 1849 Jos. Fischer n. 12. 10. 1811 Neudorf. o. 3. 8. 1836, + 5. 2. 1889
- 1884 Jos. Löbel n. 4. 5. 1846 Rissut., o. 19. 7. 1873, + 7. 3. 1924
- 1888 Guil. Pabst n. 6. 4. 1850 Minichhof, o. 18. 7. 1875, + 1. 12. 1923
- 1894 par. vacat, admin. int. Herm. Jaksch
- 1896 Herm. Jaksch n. 9. 6. 1853 Schaab., o. 17. 3. 1880, + 7. 6. 1935
- 1925 par. vacat, admin. interc. Petrus Mehl
- 1926 Petrus Mehl n. 26. 6. 1886 Döbern, o. 13. 7. 1913, + 19. 6. 1941
- 1937 par. vacat, admin. excurr. Franc. Kunz
- 1. 9. 1937 Petrus Praschl n. 2. 9. 1898 Neusattl, o. 29. 6. 1924, + 22. 3. 1972
- 20. 9. 1946 Anton. Ferbas
- 16. 7. 1948 Jos. Bárta OFM
- 19. 7. 1948 Thoma Franc. Koseček OFM
- 1. 1. 1949 Franc. Kunz
- 1. 8. 1971 Alois Šíma
  - 70.-80. léta 20. století Bohumil Landsmann, admin. exc.
- 10. 12. 1984 Josef Šprlák
- 15. 3. 1990 Josef Špaček O. Praem.
- 1. 8. 1998 Libor Švorčík
- 1. 11. 1998 Rafał Józef Wala, admin. exc. z Klášterce nad Ohří
- 1. července 2009 – 31. prosince 2012 R.D. Artur Ściana (administrátor excurrendo)[4]

Kromě kněží stojících v čele farnosti, působili ve farnosti v průběhu její historie i jiní kněží. Většinou pracovali jako farní vikáři, kaplani, katecheté, výpomocní duchovní aj.

## Území farnosti
Do farnosti náleželo území obcí:
- Hora (Horn)[p 2]
- Kamenec (Stengles)[p 2]
- Korunní (Krondorf)[p 2]
- Krupice (Gruppitz)[p 2]
- Mělník[5] (Melk)[p 2]
- Okounov (Okenau)[p 2]
- Oslovice (Woslowitz)[p 2]
- Telcov (Toltsch)[p 2]
- Tunkov[6] (Tunkau)[p 2]

## Římskokatolické sakrální stavby a místa kultu na území farnosti
| | Fotografie | Stavba                             | Místo   | Bohoslužby                      | Zeměpisné souřadnice            | Status                                                                              | Wikidata    |
| Kostel | Kostel     | Kostel                             | Kostel  | Kostel                          | Kostel                          | Kostel                                                                              | Kostel      |
| --- | ---------- | ---------------------------------- | ------- | ------------------------------- | ------------------------------- | ----------------------------------------------------------------------------------- | ----------- |
| 1. |            | Kostel sv. Vavřince                | Okounov | bližší informace o bohoslužbách | 50°21′44″ s. š., 13°6′18″ v. d. | do 31. prosince 2012 farní kostel, poté filiální kostel farnosti Klášterec nad Ohří | (Q22968731) |
| Zaniklé sakrální stavby |            |                                    |         |                                 |                                 |                                                                                     |             |
| 2. |            | Kaple Nejsvětějšího Srdce Ježíšova | Korunní | nelze sloužit                   | 50°20′50″ s. š., 13°4′30″ v. d. | zbořená kaple                                                                       | —           |
| 3. |            | Kaple Panny Marie                  | Tunkov  | nelze sloužit                   | 50°19′13″ s. š., 13°7′38″ v. d. | zbořená kaple                                                                       | —           |
| Některé drobné sakrální stavby a pamětihodnosti lze dohledat zde v databázi Drobné sakrální památky Zaniklé sakrální stavby lze dohledat zde v databázi Poškozené a zničené kostely, kaple a synagogy v České republice |            |                                    |         |                                 |                                 |                                                                                     |             |

Ve farnosti se mohou nacházet i další drobné sakrální stavby, místa římskokatolického kultu a pamětihodnosti, které neobsahuje tato tabulka.